# Germknödel
El Germknödel (en checo kynuté knedlíky) es una especialidad de Bohemia y las gastronomías austriaca y bávara.
Se elabora a base de harina, levadura, azúcar y leche caliente. Tiene forma esférica ligeramente achatada por la base. Se sirve cubierto de semillas de amapola, azúcar glas y mantequilla derretida, en ocasiones también con salsa de vainilla en vez de la mantequilla. Dentro del Germknödel se encuentra un poco de mermelada de ciruela. Aunque es un plato dulce, no sólo se sirve como postre, sino a veces también como plato principal. 